# Beugnon
Beugnon település Franciaországban, Yonne megyében. Lakosainak száma 286 fő (2022. január 1.). Beugnon Soumaintrain, Germigny, Neuvy-Sautour és Saint-Florentin községekkel határos.

## Népesség
A település népességének változása:
| Lakosok száma | 329  | 322  | 328  | 307  | 304  | 301  | 301  | 293  | 286  |
|               | 2013 | 2015 | 2016 | 2017 | 2018 | 2019 | 2020 | 2021 | 2022 |